# هیوجونگ گوجوسان
پادشاه هیوجونگ بیستمین پادشاه گوجوسان بود. او از ۶۷۵ قبل از میلاد تا ۶۵۸ قبل از میلاد سلطنت کرد. نام واقعی او جون(هانگول: 존، هانجا: 存) بوده است. بعد از او چیولو به سلطنت رسید.